# Arothron diadematus
Arothron diadematus (лат.) — вид лучепёрых рыб семейства иглобрюхих (Tetraodonidae). Эндемик Красного моря

## Описание
Максимальная длина 30 см, оливково-зеленый или серый цвет с чёрной маской над глазами и грудными плавниками, рот с чёрной каймой. Обычно одиночки, но стайки во время брачного периода. Некоторые люди считают, что это разновидность вида Arothron nigropunctatus.

## Распространение и среда обитания
Обитает только в Красном море. Связан с коралловыми рифами, на глубине от 5-и до 20 метров.

## Галерея

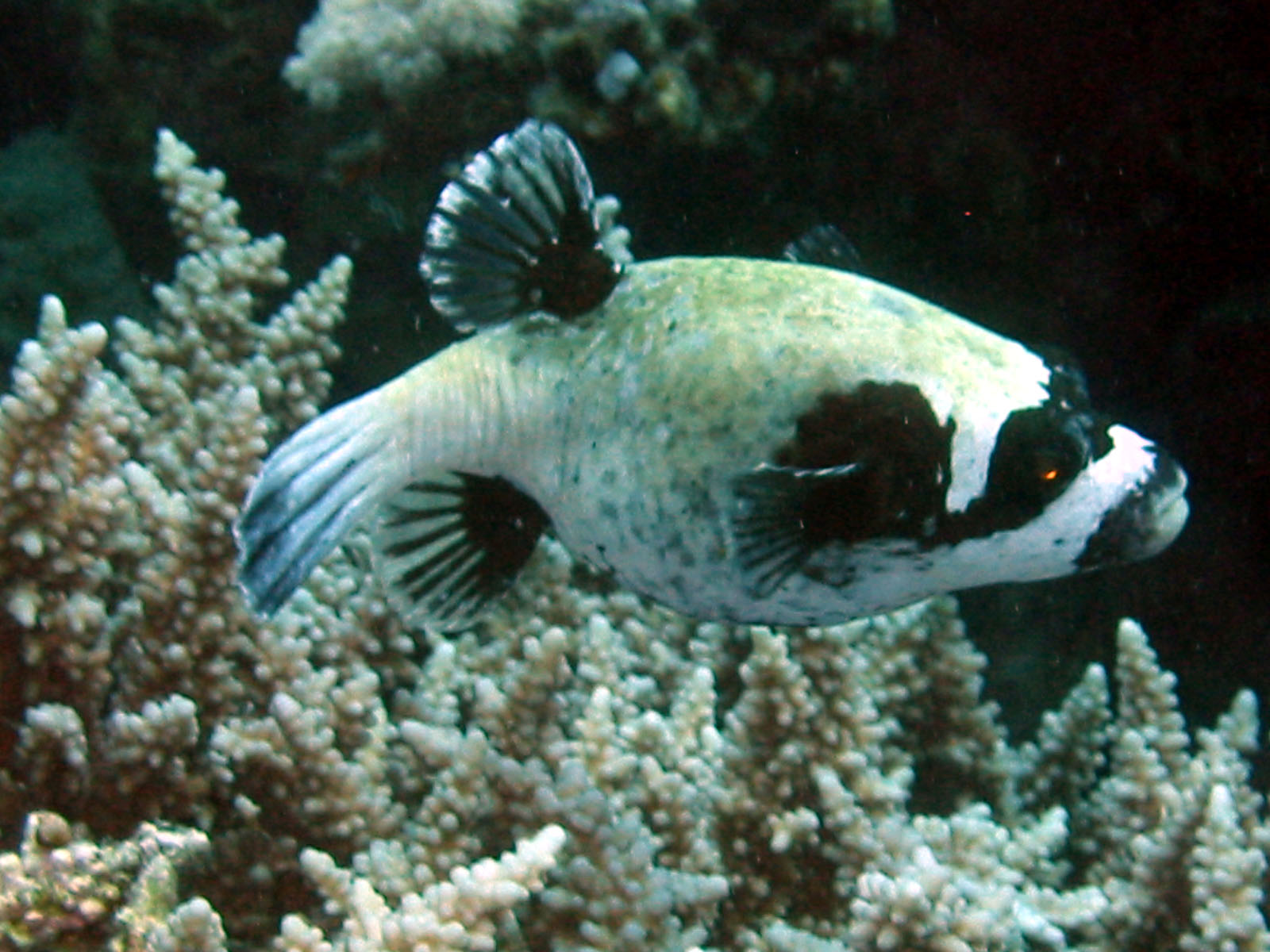
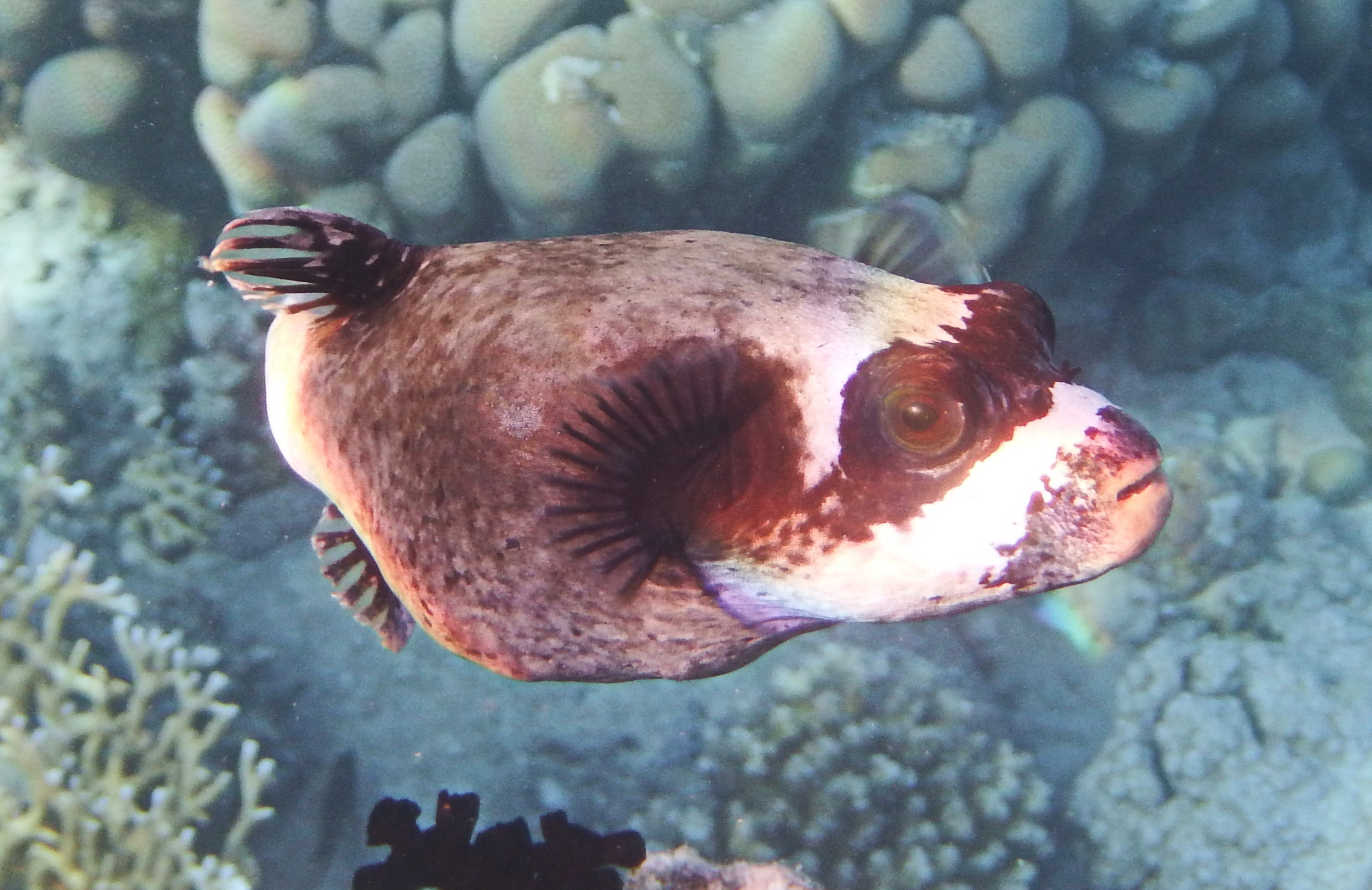
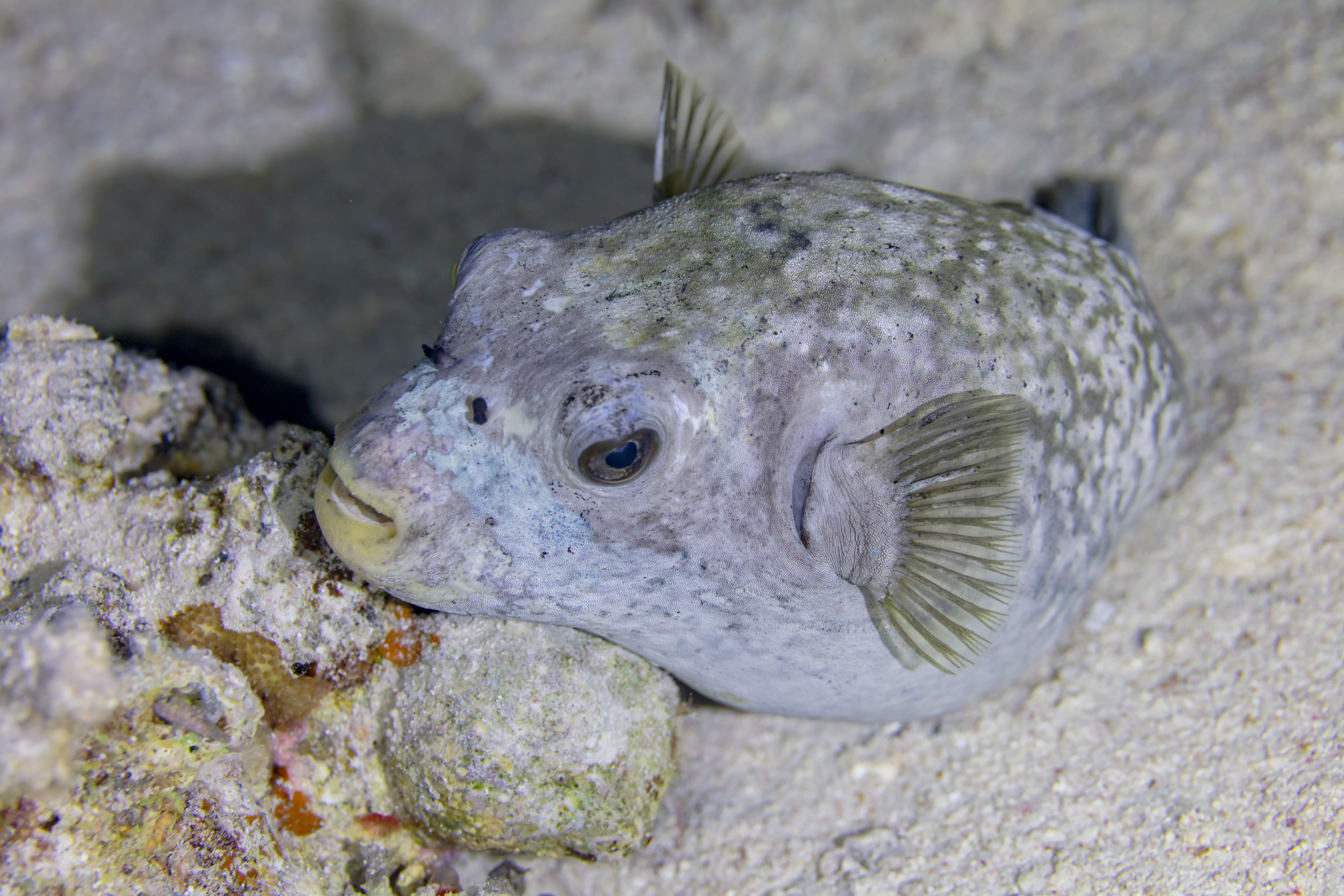
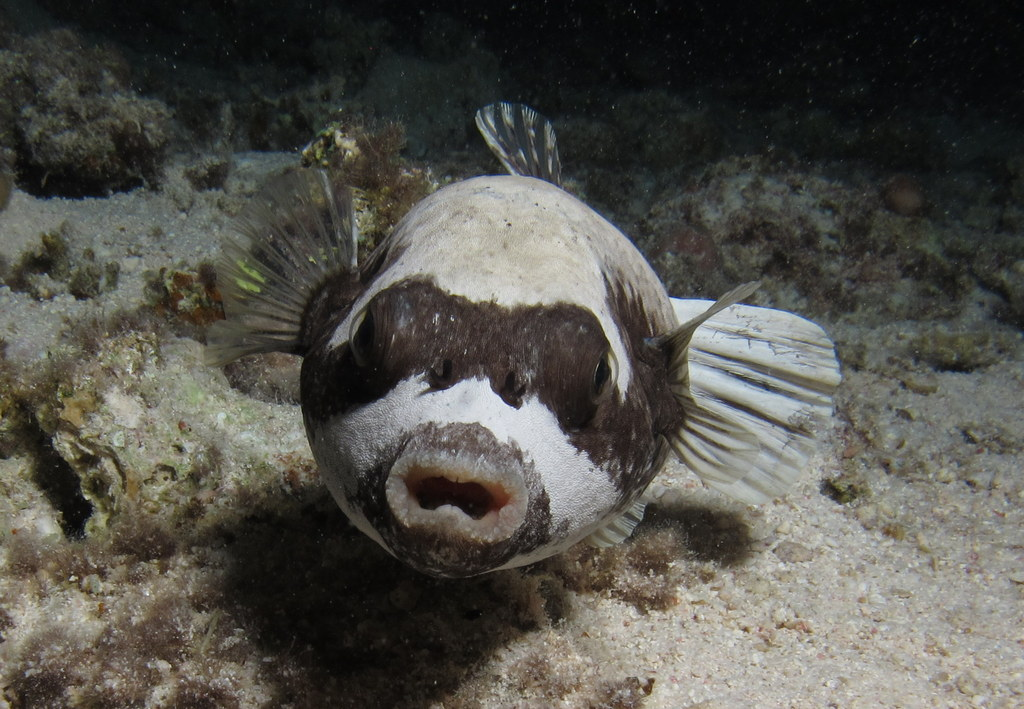
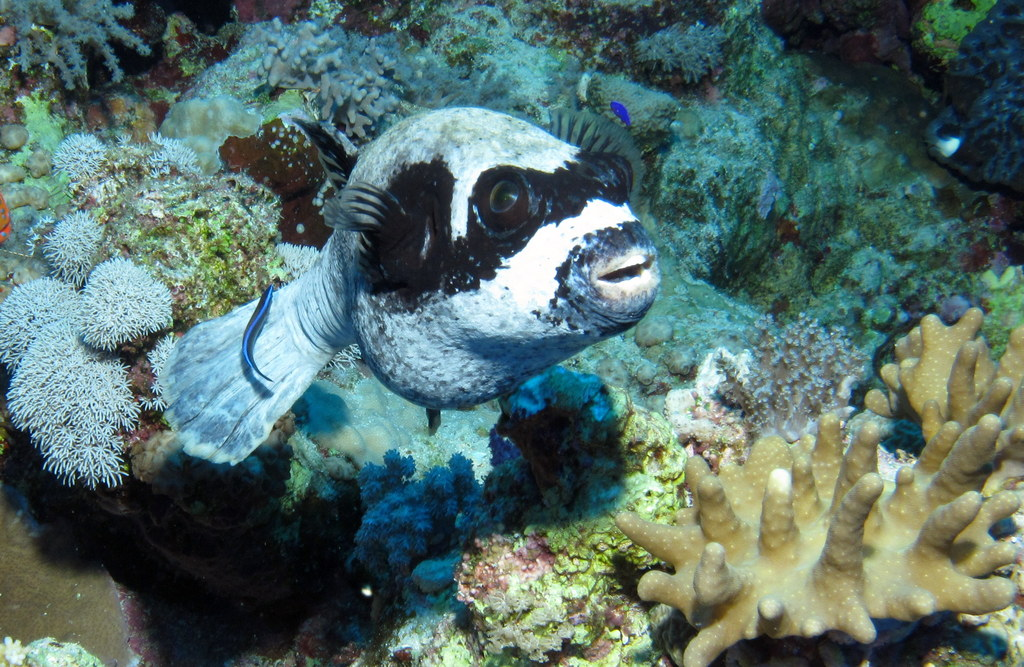
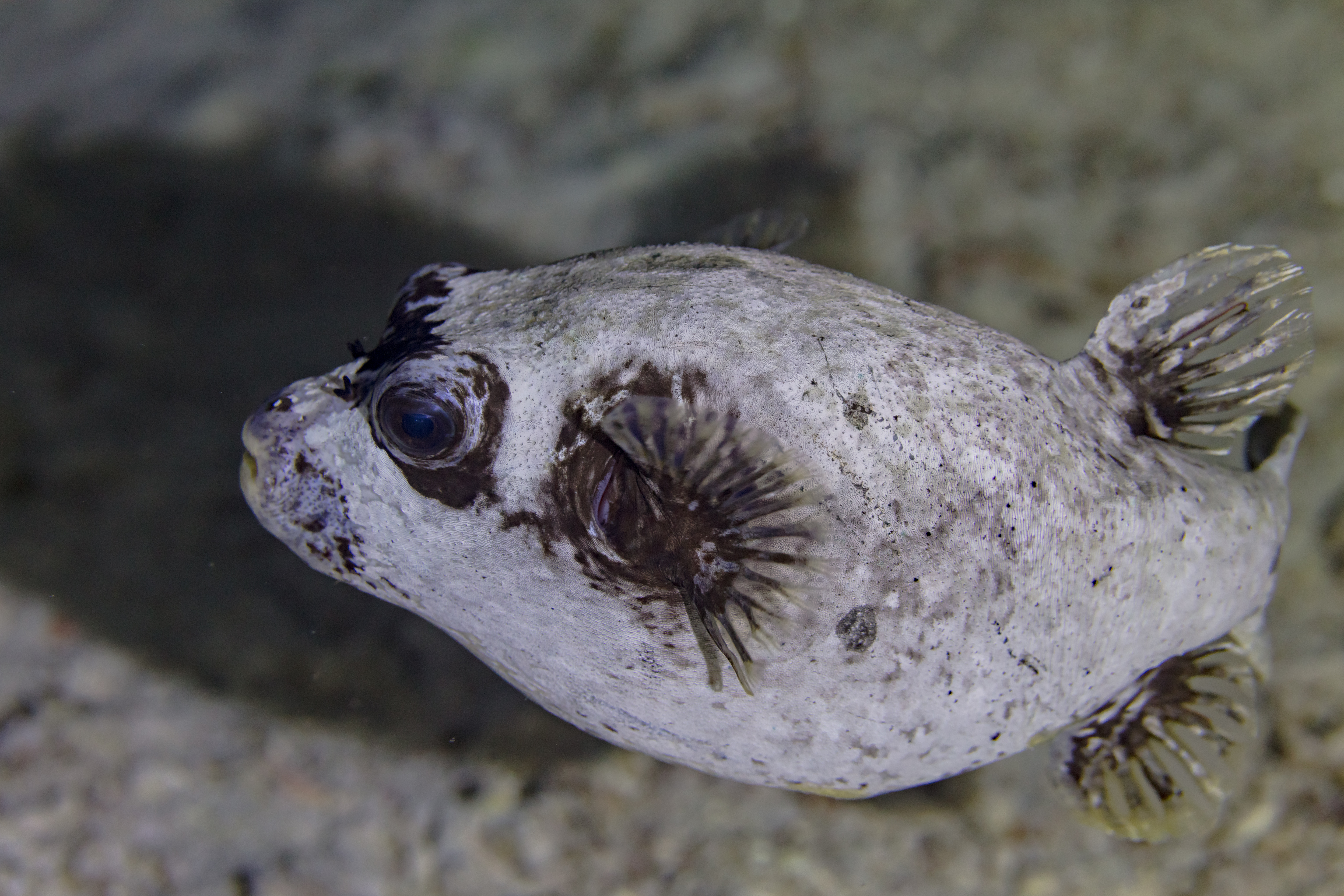